# Football aux Jeux de la Francophonie de 2023
Navigation
Édition précédente Édition suivante
Le Football aux Jeux de la Francophonie de 2023 est le tournoi de football se déroulant à Kinshasa lors des Jeux de la Francophonie de 2023 et ouvert aux équipes nationales des moins de vingt ans. La compétition initialement prévue en 2021, elle a été reportée en raison de la pandémie du Covid-19

## Participants

### Participants initiaux
| - Bénin - Burkina Faso - Canada - Côte d'Ivoire - Congo - Cameroun | - RD Congo - France - Guinée - Liban - Maroc | - Madagascar - Mauritanie - Niger - Sénégal - Tunisie |

### Nouveaux participants
| - RD Congo - Sénégal - Cameroun | - Bénin - Congo - Liban | - Mali - Burkina Faso - Niger |

## Tirage au sort

### Tirage initial
Le tirage au sort a eu lieu le 29 octobre 2022 à Kinshasa
| Chapeau 1  | Chapeau 2     | Chapeau 3 | Chapeau 4    |
| ---------- | ------------- | --------- | ------------ |
| RD Congo H | Canada        | Congo     | Madagascar   |
| France     | Tunisie       | Niger     | Burkina Faso |
| Sénégal    | Bénin         | Cameroun  | Mauritanie   |
| Maroc      | Côte d'Ivoire | Liban     | Guinée       |

Phase de groupe initialement prévue mais annulé en raison de plusieurs équipes absentes
| Groupe A   | Groupe B     | Groupe C   | Groupe D      |
| ---------- | ------------ | ---------- | ------------- |
| RD Congo H | France       | Sénégal    | Maroc         |
| Canada     | Tunisie      | Bénin      | Côte d'Ivoire |
| Congo      | Niger        | Cameroun   | Liban         |
| Madagascar | Burkina Faso | Mauritanie | Guinée        |

### Nouveau tirage
Un nouveau tirage au sort a eu lieu en raison de plusieurs désistements
| Groupe A   | Groupe B     | Groupe C |
| ---------- | ------------ | -------- |
| RD Congo H | Sénégal      | Cameroun |
| Bénin      | Congo        | Liban    |
| Mali       | Burkina Faso | Niger    |

## Phase de groupes

### Groupe A
| Rang | Équipe     | Pts | J | G | N | P | Bp | Bc | Diff |
| ---- | ---------- | --- | - | - | - | - | -- | -- | ---- |
| 1    | Bénin      | 6   | 2 | 2 | 0 | 0 | 5  | 0  | +5   |
| 2    | RD Congo H | 3   | 2 | 1 | 0 | 1 | 3  | 2  | +1   |
| 3    | Mali       | 0   | 0 | 0 | 0 | 0 | 0  | 0  | 0    |

| 1re journée           | RD Congo | 0 - 2   | Bénin                        | Stade Tata Raphaël, Kinshasa |                         |
| 28 juillet 2023 10h00 |          | (0 - 2) | 12e Tchetchao · 27e Vigninou | Arbitrage : Benoît Bado      | Arbitrage : Benoît Bado |
| 28 juillet 2023 10h00 | Rapport  |         |                              | Arbitrage : Benoît Bado      | Arbitrage : Benoît Bado |

| 2e journée            | RD Congo | 3 - 0 (forfait) | Mali | Stade Tata Raphaël, Kinshasa |             |
| 30 juillet 2023 18h00 |          |                 |      | Arbitrage :                  | Arbitrage : |
| 30 juillet 2023 18h00 | Rapport  |                 |      | Arbitrage :                  | Arbitrage : |

| 3e journée         | Mali    | 0 - 3 (forfait) | Bénin | Stade Tata Raphaël, Kinshasa |             |
| 31 août 2023 15h00 |         |                 |       | Arbitrage :                  | Arbitrage : |
| 31 août 2023 15h00 | Rapport |                 |       | Arbitrage :                  | Arbitrage : |

### Groupe B
| Rang | Équipe       | Pts | J | G | N | P | Bp | Bc | Diff |
| ---- | ------------ | --- | - | - | - | - | -- | -- | ---- |
| 1    | Burkina Faso | 6   | 2 | 2 | 0 | 0 | 2  | 0  | +2   |
| 2    | Congo        | 1   | 2 | 0 | 1 | 1 | 2  | 3  | -1   |
| 3    | Sénégal      | 1   | 2 | 0 | 1 | 1 | 2  | 3  | -1   |

| 1re journée           | Sénégal                | 2 - 2   | Congo           | Stade Tata Raphaël, Kinshasa       |                                    |
| 29 juillet 2023 15h00 | Diatta 14e · Diouf 70e | (1 - 2) | 11e 26e Soussou | Arbitrage : Yannick Kabangu Malala | Arbitrage : Yannick Kabangu Malala |
| 29 juillet 2023 15h00 | Rapport                |         |                 | Arbitrage : Yannick Kabangu Malala | Arbitrage : Yannick Kabangu Malala |

| 2e journée            | Sénégal | 0 - 1   | Burkina Faso   | Stade Tata Raphaël, Kinshasa |                              |
| 31 juillet 2023 15h00 |         | (0 - 1) | A.Ouattara 13e | Arbitrage : Daniel Luc Kassa | Arbitrage : Daniel Luc Kassa |
| 31 juillet 2023 15h00 | Rapport |         |                | Arbitrage : Daniel Luc Kassa | Arbitrage : Daniel Luc Kassa |

| 3e journée        | Burkina Faso          | 1 - 0   | Congo | Stade Tata Raphaël, Kinshasa       |                                    |
| 2 août 2023 18h00 | Libo Ismael Seone 23e | (1 - 0) |       | Arbitrage : Yannick Kabangu Malala | Arbitrage : Yannick Kabangu Malala |
| 2 août 2023 18h00 | Rapport               |         |       | Arbitrage : Yannick Kabangu Malala | Arbitrage : Yannick Kabangu Malala |

### Groupe C
| Rang | Équipe   | Pts | J | G | N | P | Bp | Bc | Diff |
| ---- | -------- | --- | - | - | - | - | -- | -- | ---- |
| 1    | Cameroun | 4   | 2 | 1 | 1 | 0 | 2  | 1  | +1   |
| 2    | Niger    | 3   | 2 | 1 | 0 | 1 | 5  | 1  | +4   |
| 3    | Liban    | 1   | 2 | 0 | 1 | 1 | 1  | 6  | -5   |

| 1re journée           | Cameroun     | 1 - 1   | Liban              | Stade Tata Raphaël, Kinshasa  |                               |
| 29 juillet 2023 18h00 | Nebamkia 47e | (1 - 0) | 65eMohammad Kassas | Arbitrage : J.Nguiené Bisilla | Arbitrage : J.Nguiené Bisilla |
| 29 juillet 2023 18h00 | Rapport      |         |                    | Arbitrage : J.Nguiené Bisilla | Arbitrage : J.Nguiené Bisilla |

| 2e journée            | Cameroun               | 1 - 0   | Niger | Stade Tata Raphaël, Kinshasa  |                               |
| 31 juillet 2023 18h00 | Hamed Fadil Motapon 8e | (1 - 0) |       | Arbitrage : J.Nguiené Bisilla | Arbitrage : J.Nguiené Bisilla |
| 31 juillet 2023 18h00 | Rapport                |         |       | Arbitrage : J.Nguiené Bisilla | Arbitrage : J.Nguiené Bisilla |

| 3e journée        | Liban   | 0 - 5   | Niger                                                                                          | Stade Tata Raphaël, Kinshasa |                         |
| 2 août 2023 15h00 |         | (0 - 1) | M.Ayouba 47e (pen.) · A.Goumey Diori 48e (pen.) 90e · A.Ibrahim Litine 69e · A.Sama Moussa 93e | Arbitrage : Benoît Bado      | Arbitrage : Benoît Bado |
| 2 août 2023 15h00 | Rapport |         |                                                                                                | Arbitrage : Benoît Bado      | Arbitrage : Benoît Bado |

## Phase à élimination directe

### Tableau final
Dans le tableau suivant, une victoire après prolongation est indiquée par (ap) et une séance de tirs au but par (tab).
|  | Demi-finales                               | Demi-finales                              | Demi-finales                              | Demi-finales                              |                               |              | Finale                                     | Finale                                     | Finale                                     | Finale                                     |
|  |                                            |                                           |                                           |                                           |                               |              |                                            |                                            |                                            |                                            |
|  | 4 août 2023 - Stade des Martyrs, Kinshasa  | 4 août 2023 - Stade des Martyrs, Kinshasa | 4 août 2023 - Stade des Martyrs, Kinshasa | 4 août 2023 - Stade des Martyrs, Kinshasa |                               |              | 6 août 2023 - Stade Tata Raphaël, Kinshasa | 6 août 2023 - Stade Tata Raphaël, Kinshasa | 6 août 2023 - Stade Tata Raphaël, Kinshasa | 6 août 2023 - Stade Tata Raphaël, Kinshasa |
|  | A1                                         | Bénin                                     | 1 (5)                                     | 1 (5)                                     |                               |              | 6 août 2023 - Stade Tata Raphaël, Kinshasa | 6 août 2023 - Stade Tata Raphaël, Kinshasa | 6 août 2023 - Stade Tata Raphaël, Kinshasa | 6 août 2023 - Stade Tata Raphaël, Kinshasa |
|  | A1                                         | Bénin                                     | 1 (5)                                     | 1 (5)                                     |                               |              | 6 août 2023 - Stade Tata Raphaël, Kinshasa | 6 août 2023 - Stade Tata Raphaël, Kinshasa | 6 août 2023 - Stade Tata Raphaël, Kinshasa | 6 août 2023 - Stade Tata Raphaël, Kinshasa |
|  | B1                                         | Burkina Faso tab                          | 1 (6)                                     | 1 (6)                                     |                               |              | 6 août 2023 - Stade Tata Raphaël, Kinshasa | 6 août 2023 - Stade Tata Raphaël, Kinshasa | 6 août 2023 - Stade Tata Raphaël, Kinshasa | 6 août 2023 - Stade Tata Raphaël, Kinshasa |
|  | B1                                         | Burkina Faso tab                          | 1 (6)                                     | 1 (6)                                     | Burkina Faso                  | Burkina Faso | 1                                          | 1                                          |                                            |                                            |
|  | 4 août 2023 - Stade des Martyrs, Kinshasa  |                                           |                                           |                                           | Burkina Faso                  | Burkina Faso | 1                                          | 1                                          |                                            |                                            |
|  |                                            |                                           | Cameroun                                  | Cameroun                                  | 2                             | 2            |                                            |                                            |                                            |                                            |
|  | C1                                         | Cameroun                                  | Cameroun                                  | Cameroun                                  | 2                             | 2            | 1                                          | 1                                          |                                            |                                            |
|  | C1                                         | Cameroun                                  |                                           |                                           |                               |              |                                            | 1                                          |                                            |                                            |
|  | A/D/C2                                     | Niger                                     | 0                                         | 0                                         |                               |              |                                            |                                            |                                            |                                            |
|  | A/D/C2                                     | Niger                                     | 0                                         | 0                                         | Match pour la troisième place |              |                                            |                                            |                                            |                                            |
|  |                                            |                                           |                                           |                                           |                               |              |                                            |                                            |                                            |                                            |
|  | 5 août 2023 - Stade Tata Raphaël, Kinshasa |                                           |                                           |                                           |                               |              |                                            |                                            |                                            |                                            |
|  | Bénin                                      | Bénin                                     | 1 (3)                                     | 1 (3)                                     |                               |              |                                            |                                            |                                            |                                            |
|  | Bénin                                      | Bénin                                     | 1 (3)                                     | 1 (3)                                     |                               |              |                                            |                                            |                                            |                                            |
|  | Niger tab                                  | Niger tab                                 | 1 (4)                                     | 1 (4)                                     |                               |              |                                            |                                            |                                            |                                            |
|  | Niger tab                                  | Niger tab                                 | 1 (4)                                     | 1 (4)                                     |                               |              |                                            |                                            |                                            |                                            |

### Demi-finales
| 4 août 2023 | Bénin | 1 - 1           | Burkina Faso                                                                              | Stade des Martyrs, Kinshasa    |                                |
| 16h00       | Samadou Attidjikou 34e                                                                                               | (1 - 1)         | Libo Ismael Seone 20e (pen.)                                                              | Arbitrage : J. Nguiené Bisilla | Arbitrage : J. Nguiené Bisilla |
| 16h00       | Rapport |                 |                                                                                           | Arbitrage : J. Nguiené Bisilla | Arbitrage : J. Nguiené Bisilla |
| 16h00       | S.Roufai · A.Moumini · Zankiou Abdolaye · Djalilou Ibrahim · Rabiou Sankamao · Kader Barka Malik · Maboumou Alassane | Tirs au but 5-6 | Eric Chardey · Cyrille Dao · Zakaria Tinta · A.Ouattara · L.Seone · S.Barro · Y.Toumagnou | Arbitrage : J. Nguiené Bisilla | Arbitrage : J. Nguiené Bisilla |

| 4 août 2023 | Cameroun              | 1 - 0   | Niger | Stade des Martyrs, Kinshasa |                         |
| 18h00       | Arthur Avom Ebong 22e | (1 - 0) |       | Arbitrage : Benoît Bado     | Arbitrage : Benoît Bado |
| 18h00       | Rapport               |         |       | Arbitrage : Benoît Bado     | Arbitrage : Benoît Bado |

### Match pour la septième place
| 3 août 2023 | Sénégal                                       | 3 - 0   | Liban | Stade Tata Raphaël, Kinshasa       |                                    |
| 15h00       | Pape Daouda Diong 8e Pape Amadou Diop 27e 37e | (3 - 0) |       | Arbitrage : Malala Kabanga Yannick | Arbitrage : Malala Kabanga Yannick |
| 15h00       | Rapport                                       |         |       | Arbitrage : Malala Kabanga Yannick | Arbitrage : Malala Kabanga Yannick |

### Match pour la cinquième place
| 3 août 2023 | RD Congo        | 1 - 0   | Congo | Stade Tata Raphaël, Kinshasa |                              |
| 18h00       | Chris Mbede 1re | (1 - 0) |       | Arbitrage : Daniel Luc Kassa | Arbitrage : Daniel Luc Kassa |
| 18h00       | Rapport         |         |       | Arbitrage : Daniel Luc Kassa | Arbitrage : Daniel Luc Kassa |

### Match pour la troisième place
| 5 août 2023 | Bénin                                                                                 | 1 - 1           | Niger                                                                                       | Stade Tata Raphaël, Kinshasa |                         |
| 18h00       | Fadil Traoré Issifou 6e                                                               | (1 - 1)         | Mahamadou Ayouba Tidjani 37e                                                                | Arbitrage : Benoît Dabo      | Arbitrage : Benoît Dabo |
| 18h00       | Rapport                                                                               |                 |                                                                                             | Arbitrage : Benoît Dabo      | Arbitrage : Benoît Dabo |
| 18h00       | S.Roufai · Samadou Attidjikou · Zankiou Abdolaye · Djalilou Ibrahim · Rabiou Sankamao | Tirs au but 3-4 | Abdoulaye Ibrahim Litinine · M.Tidjani · O.Mahaman · A.Ouattara · A.Latif Goumey · M.M’baye | Arbitrage : Benoît Dabo      | Arbitrage : Benoît Dabo |

### Finale
| 6 août 2023 | Burkina Faso             | 1 - 2   | Cameroun                                        | Stade Tata Raphaël, Kinshasa       |                                    |
| 17h00       | Harouna Braima Dicko 63e | (0 - 1) | Peter Paul Nebamkia 25e · Arthur Avom Ebong 81e | Arbitrage : Malala Kabanga Yannick | Arbitrage : Malala Kabanga Yannick |
| 17h00       | Rapport                  |         |                                                 | Arbitrage : Malala Kabanga Yannick | Arbitrage : Malala Kabanga Yannick |

## Médaillés[6]
| Épreuves         | Or | Argent | Bronze |
| ---------------- | --- | --- | --- |
| Tournoi masculin | Cameroun- Samuel Dilan Yede - Teufack Casimis Fokou - Junior Maxente Ella - Franck Atsama - Ibrahim Halilou Mouhaman - Brice Romuald Eboudje - Jordy Ndoumbe Youmba - Jean Eric Morsou - Nsohasaah Salomon - Arthur Avom Ebong - Camille Dimitri Manyim - Sauveur Mbaine Komhidi - Bil Dornol Nsongo Tonfack - Wilfried Parfait Teukeu Tekoudjou - Hamed Fadil Motapon - Gaspard Franck Messobo Ambassa - Franklin Lincoln Banmassa Kamleu - Joel Paten - Noh Nafeng Yvan - Peter Pau Nebamkia | Burkina Faso- Philippe La Paix Mare - Nagoro Brahima Dao - Libo Ismael Seone - Eric Chardey - Cyrille Dao - Tertuis Bagre - Harouna Braima Dicko - San Ulrich Cedric Barro - Salif Tietietta - Aziz Siribie - Abdoul Kader Ouattara - Yacouba Cheick Toumagnou - Rodrigue Kere - Zakaria Tinta - Tidiane Bagaya - Ladji Brahima Sanou - Hasamadou Ouédraogo - Raouf Memel Dao - Yacouba Konaté - Alane Moussa Ky | Niger- Souleymane Boubacar Yacouba - Abdoul Latif Djibril Goumey Diori - Mohamed Pape Moctar M'Baye - Ousmane Djibo Garba - Abdoul Rachid Sama Moussa - Mahamadou Ayouba Tidjani - Abdoulaye Ibrahim Litinine - Ousmane Abdoulaye Mahaman - Souleymane Daouda Shina - Massoudi Salifou - Hainiroye Younoussa - Ridouane Boubacar - Moutari Harouna Cheffou - Abdoul Razak Mounkaila Harouna - Abiboulaye Younoussa - Alhabib Hassane Abdou - Mohamed Harouna Moussa |